# Квантова физика
Квантова физика се нарича раздел на теоретичната физика, в който се изучават квантовомеханичните и квантовосиловите системи, взаимодействия и законите на тяхното движение. Квантовата физика обединява няколко раздела на физиката:
- квантова механика
- квантова теория на полето с приложения във физиката на елементарните частици, ядрената физика, физика на високите енергии и други
- квантова оптика

както и някои други подраздели като квантова теория на твърдото тяло или квантова статистическа физика.
В основата на квантовата физика лежи принципа на квантуването и константа на Планк. Нейното развитие започва в самото начало на XX век с изследването на излъчването на абсолютно черно тяло и ултравиолетовата катастрофа.